# Lucien Kroll
Lucien Kroll (Brussel, 17 maart 1927 – aldaar, 1 augustus 2022) was een Belgisch architect. Hij was een pionier van participatie- en ecologische architectuur, concepten die later in de bouwwereld gemeengoed geworden zijn.

## Biografie
Lucien Kroll kwam uit een Belgische familie van ingenieurs. Hij studeerde in La Cambre, en vervolmaakte zich in stedenbouw en industriële archeologie. In 1957 ontmoette hij in Brussel keramiste Simone Kroll, die zijn vrouw en partner in crime zou worden. Ze begonnen samen het Atelier d'urbanisme, d'architecture et d'informatique sprl Lucien Kroll.
Kroll geraakte begin jaren 1970 bekend als architect van participatie-projecten. Hij was de voornaamste architect van La Mémé , de universitaire campus in Sint-Lambrechts-Woluwe, onderdeel van de Franstalige Katholieke Universiteit Leuven (Louvain-la-Neuve). Ook tekende hij in die periode voor het metrostation Alma.
Naast nieuwbouwprojecten maakte hij plannen voor de transformatie van na-oorlogse massawoningbouwwijken.
Zijn werk in België was steevast onderwerp van controversie. Op de universiteit van Leuven was hij zelfs lange tijd persona non grata. Toen hij ook nog een vermaning van de Orde van Architecten ontving, gingen hij en zijn vrouw vooral voor nieuwe projecten in het buitenland. In Frankrijk en Duitsland werd hij een geliefd architect.
Begin jaren 1990 ontwikkelde hij Paysage, een eigen computertekenpakket, waardoor hij een van de eerste architecten was die op de computer zijn plannen tekende. Hij was voorts succesvol met pionierswerk dat hij deed voor duurzame en ecologische bouwwerken. 
Lucien Kroll overleed in augustus 2022 op 95-jarige leeftijd.

## Oeuvre
- 1959: wooncomplex in Oudergem
- 1963: oecumenisch centrum in Chevetogne
- 1970: medische faculteit van de UCL in Louvain-en-Woluwe
- 1972: La Mémé, studentenwoningen voor 'Maison des Médecins' in Sint-Lambrechts-Woluwe. Dit geroemde en verguisde (de architectuurcriticus Geert Bekaert noemde het 'an-architectuur') project was Krolls laatste opdracht in België.[1]
- 1978: metrostation Alma in Sint-Lambrechts-Woluwe
- 1979: Les Vignes Blanches, een wijk in de ville nouvelle Cergy-Pontoise
- 1983: technische school in Belfort (Frankrijk)
- 1988: Micheletcollege in Saint-Ouen (Frankrijk)
- 1998: winkel- en wooncomplex in Dordrecht
- 2002: herinrichting van het "quartier des Brichères" (honderd wooneenheden) in Auxerre
- 2008: 40 woningen met zeer laag energieverbruik in Auxerre, 90 Rue Bourneil
- 2012: Residence Jardin des Véens in Auxerre, Allée des fours à chaux

## Erkenningen
- 2021: Life Achievement Award bij de uitreiking van de eerste Brusselse Architectuurprijzen. Lucien Kroll ontving dit samen met zijn vrouw Simone Kroll.[5]

## Galerij

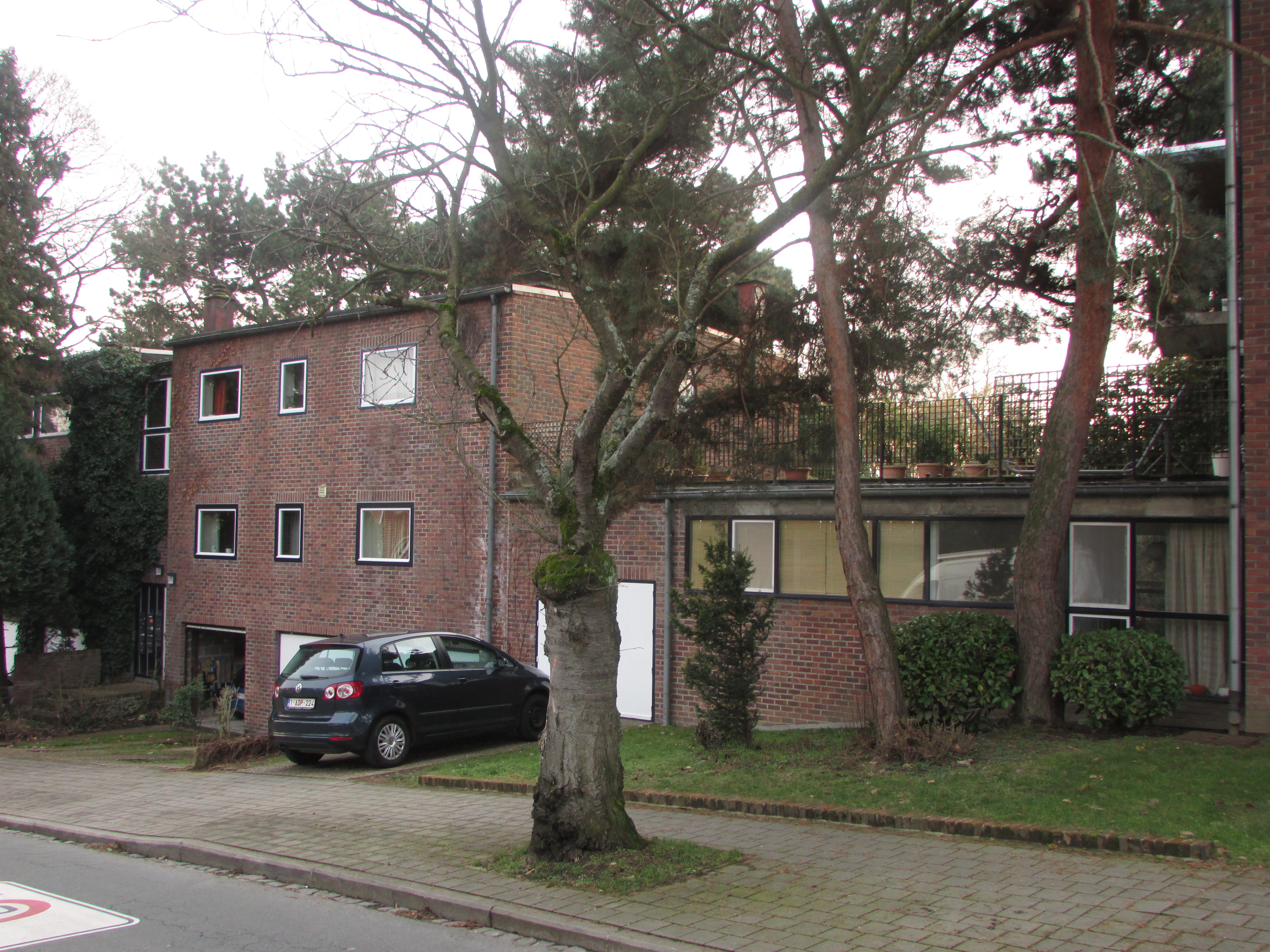
Oudergem
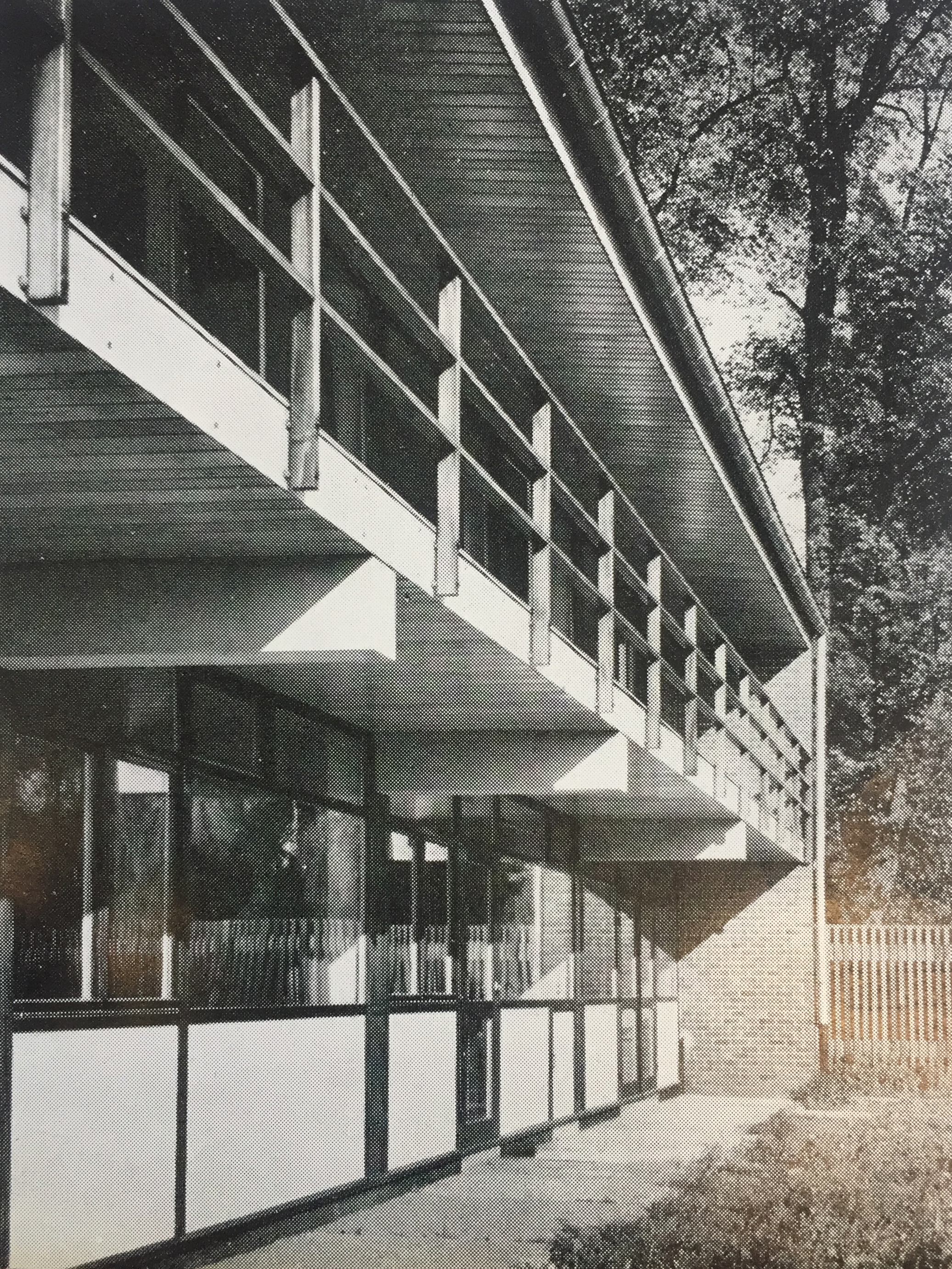
Emburg
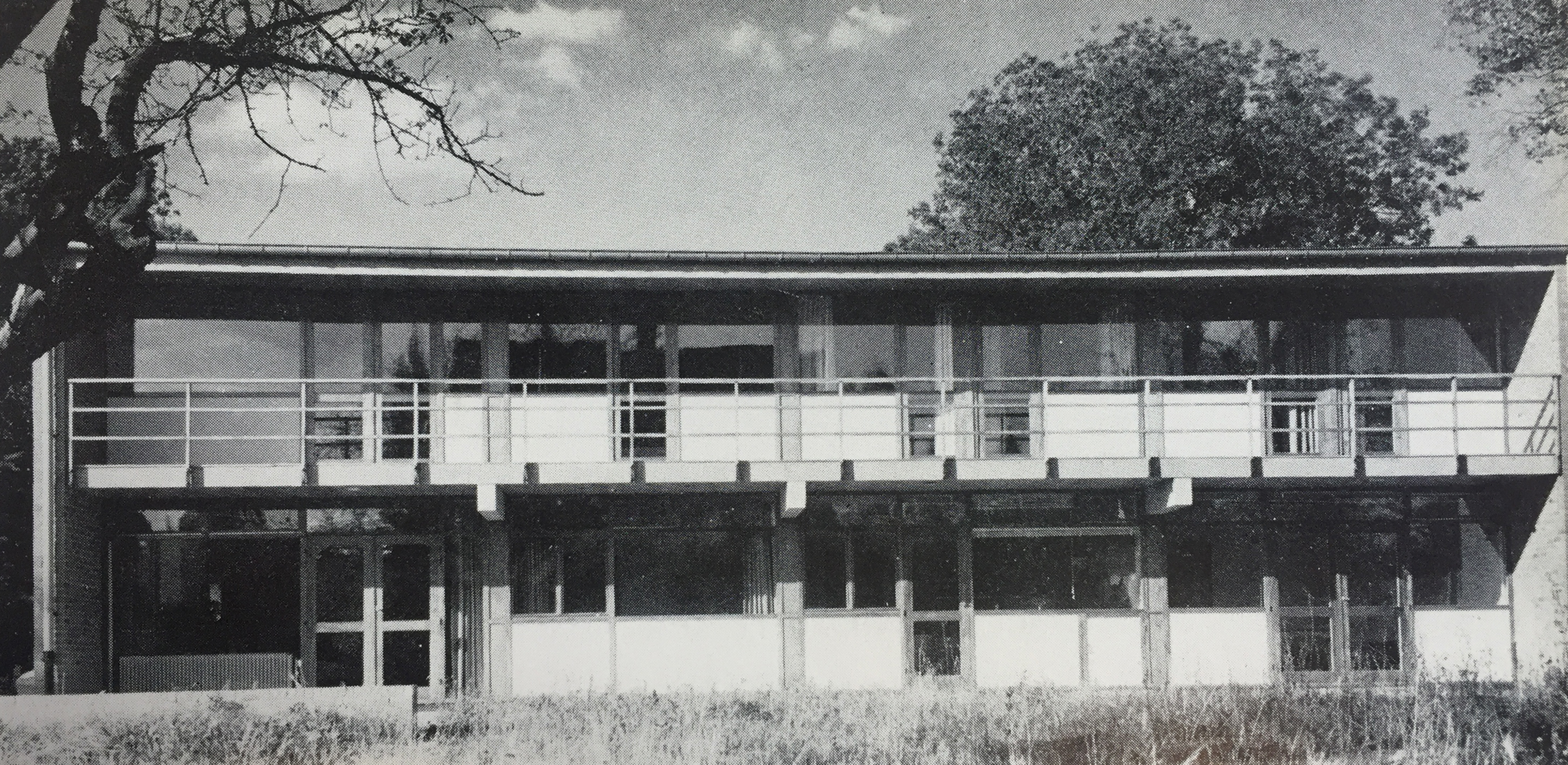
Emburg
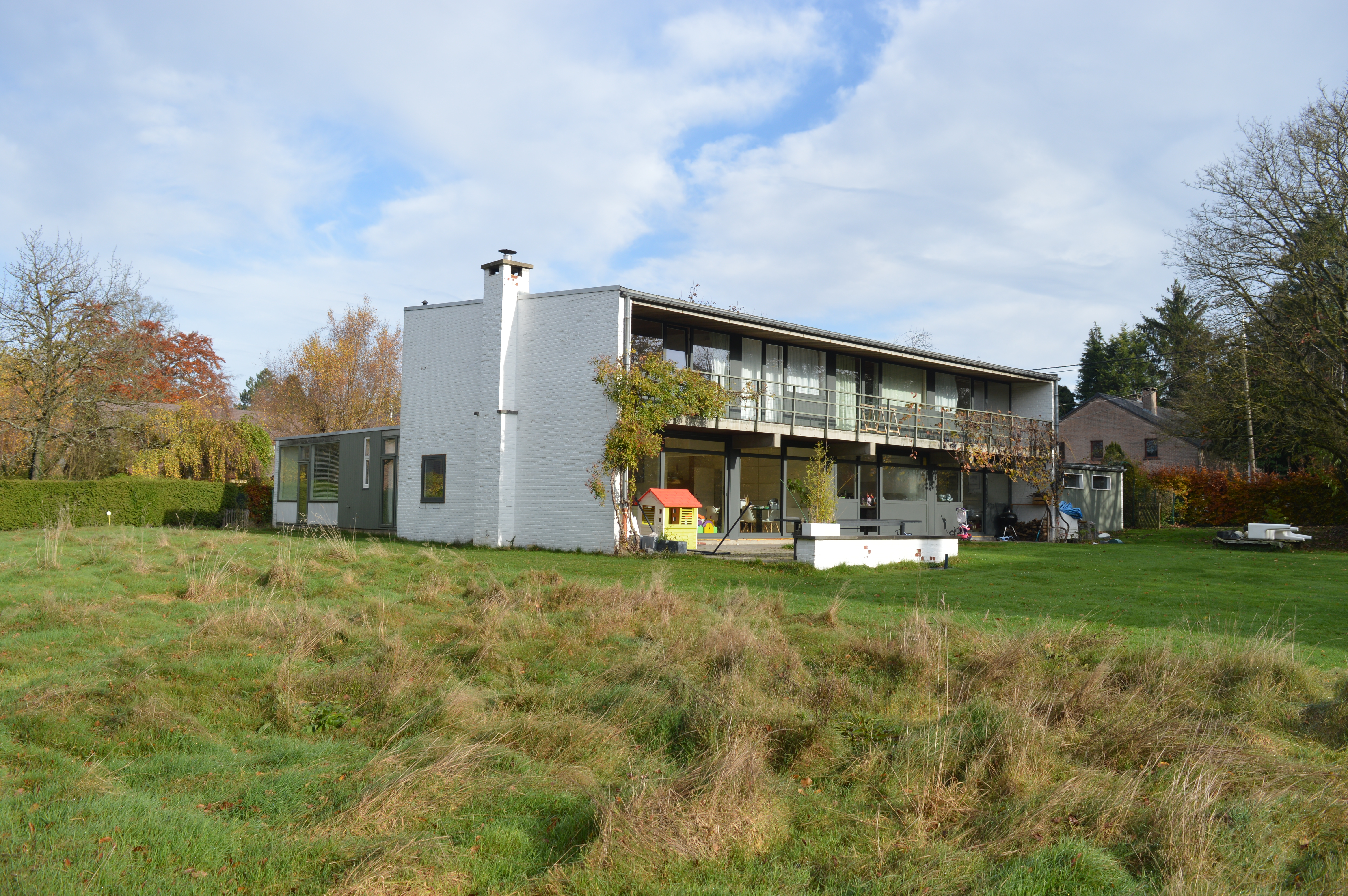
Emburg
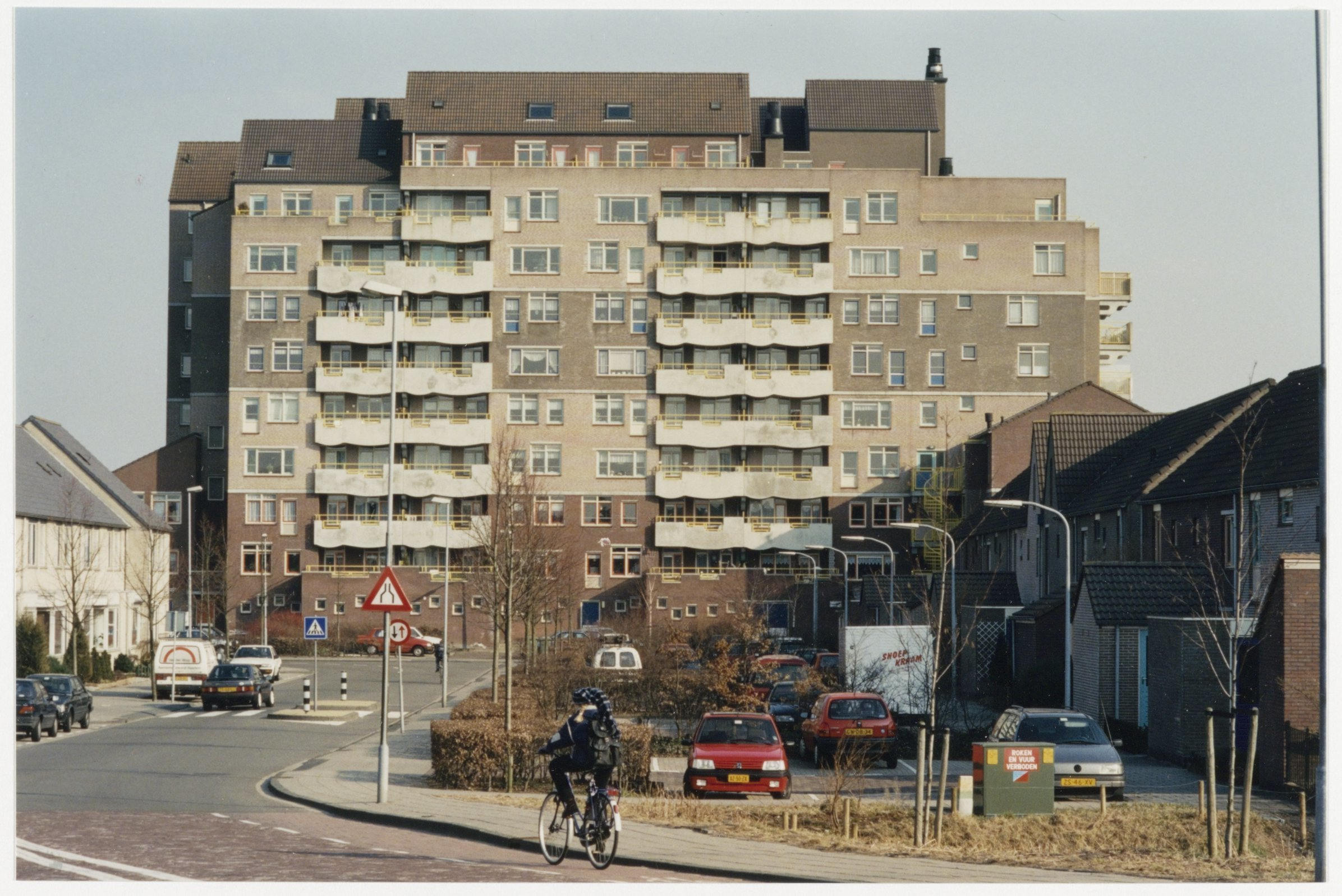
Flatgebouw aan de Kartinistraat in Haarlem

## Varia
- De cartoonist Pierre Kroll is een neef van Lucien Kroll.

- Bibsys: 90197434
- Bibliothèque nationale de France: cb12445729t (data)
- CiNii: DA01170061
- Gemeinsame Normdatei: 118832298
- International Standard Name Identifier: 0000 0001 1658 5494
- Library of Congress Control Number: n86136812
- Nationale bibliotheek van Australië: 35795790
- Nationale Bibliotheek van Israël: 987007331071805171
- Nederlandse Thesaurus van Auteursnamen: 074021826
- Réseau des bibliothèques de Suisse occidentale: 02-A003475668
- Système universitaire de documentation: 033606889
- Union List of Artist Names: 500003707
- Virtual International Authority File: 64099970
- WorldCat: E39PBJgHdpfg6F79WCb4d9pMfq